# Уолтон, Адам
Адам Уолтон (род. 17 апреля 1999, Home Hill) — австралийский профессиональный теннисист.

## Спортивная карьера
В 2023 году Адам Уолтон выиграл свой первый титул в парном разряде на турнире ATP «Челленджер» в Сан-Луисе в паре с Колином Синклером.
В январе 2024 года, получив wildcard, Адам дебютировал на турнирах Большого шлема. На Открытый чемпионате Австралии по теннису Уолтон в первом раунде соревнований одиночного разряда уступил итальянцу Маттео Арнальди в трёх сетах.
В марте Уолтон квалифицировался на Открытый чемпионат Майами, где дебютировал на Мастерсе.
Выиграв третий титул «Челленджера» в одиночном разряде на турнире Taipei Challenger, 20 мая 2024 года вошёл в топ-100 мирового рейтинга теннисистов.
В мае 2024 года, на Открытом чемпионате Франции по теннису, Адам Уолтон, получив wildcard, сыграл в основной сетке турнира. В первом раунде уступил в трёх сетах французу Артюру Риндеркнешу.

## Рейтинг на конец года
| Год  | Одиночный рейтинг | Парный рейтинг |
| 2023 | 176               | 169            |
| 2022 | 431               | 601            |
| 2021 | 0                 | 1859           |
| 2020 | 1155              | 0              |
| 2019 | 1123              | 0              |
| 2018 | 0                 | 0              |
| 2017 | 0                 | 0              |
| 2016 | 1506              | 0              |

## Выступления на турнирах

### Финалы турнировATPв одиночном разряде (0)

#### Поражение (0)
| Легенда                     |
| --------------------------- |
| Турниры Большого шлема (0)* |
| Итоговый турнир ATP (0)     |
| ATP Мастерс 1000 (0)        |
| АТР 500 (0)                 |
| АТР 250 (0)                 |

| Титулы по покрытиям | Титулы по месту проведения матчей турнира |
| ------------------- | ----------------------------------------- |
| Хард (0)            | Зал (0)                                   |
| Грунт (0)           | Зал (0)                                   |
| Трава (0)           | Открытый воздух (0)                       |
| Ковёр (0)           | Открытый воздух (0)                       |

* количество побед в одиночном разряде.